# Scottish First Division 2012/13
Die Scottish Football League First Division wurde 2012/13 zum 38. Mal ausgetragen. Nach Einführung der Premier Division und Premier League als nur noch zweithöchste schottische Liga. Es war zugleich die letzte Austragung als zweithöchste Fußball-Spielklasse der Herren in Schottland unter dem Namen First Division. Ab der folgenden Spielzeit wurde die 2. Liga als Championship ausgetragen. Die letzte Saison wurde vom Schottischen Fußballverband geleitet und begann im August 2012 und endete im Mai 2013.
In der Saison 2012/13 traten zehn Klubs in insgesamt 36 Spieltagen gegeneinander an. Jedes Team spielte jeweils zweimal zu Hause und auswärts gegen jedes andere Team. Bei Punktgleichheit zählte der direkte Vergleich. Die Meisterschaft gewann Partick Thistle, das sich damit gleichzeitig die Teilnahme an der Premiership-Saison 2013/14 sicherte. In die ebenfalls neuformierte Scottish League One absteigen mussten Dunfermline Athletic nach der Relegation und Airdrie United.

## Vereine

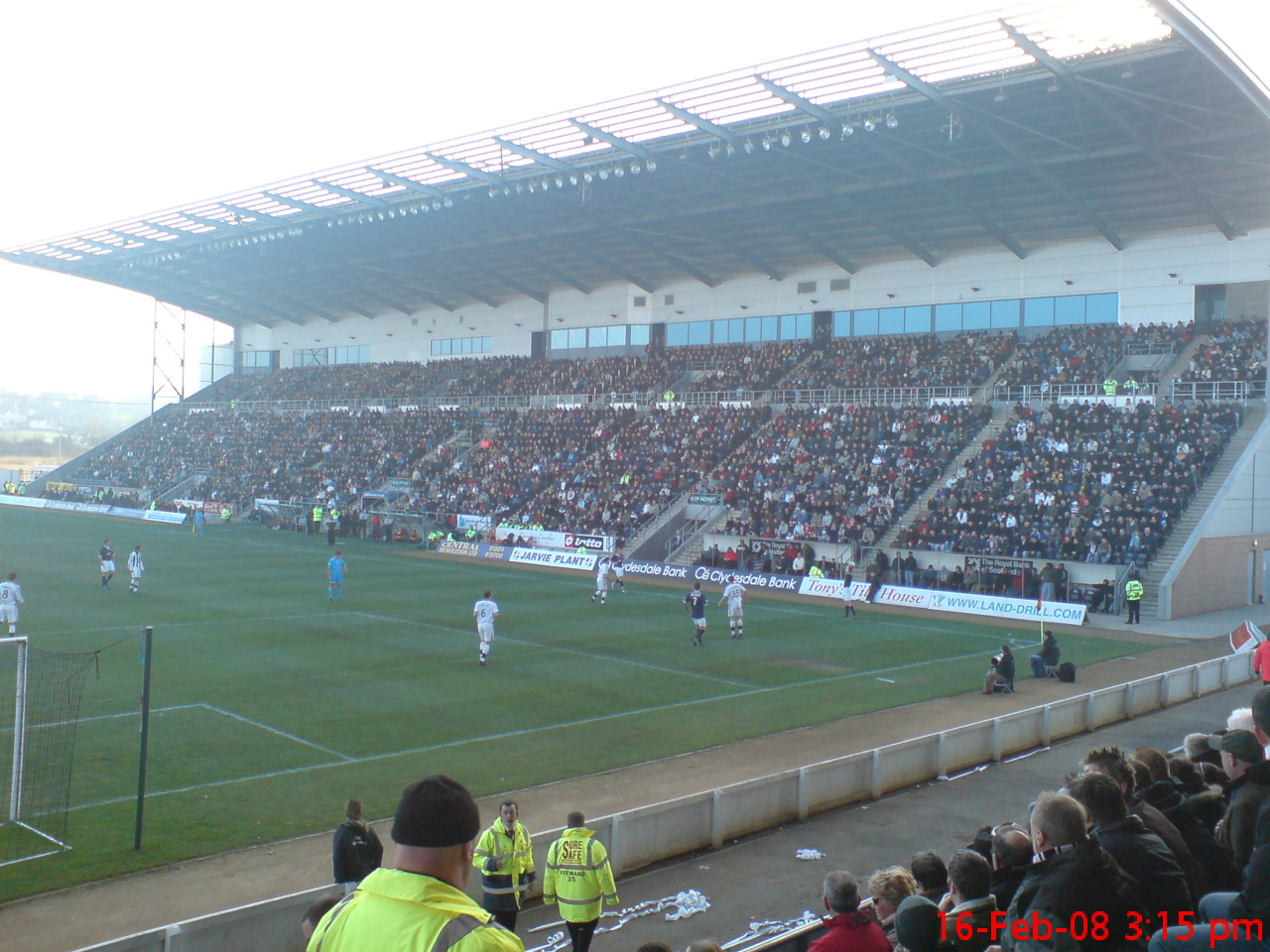
Blick auf die Haupttribüne im Falkirk Stadium

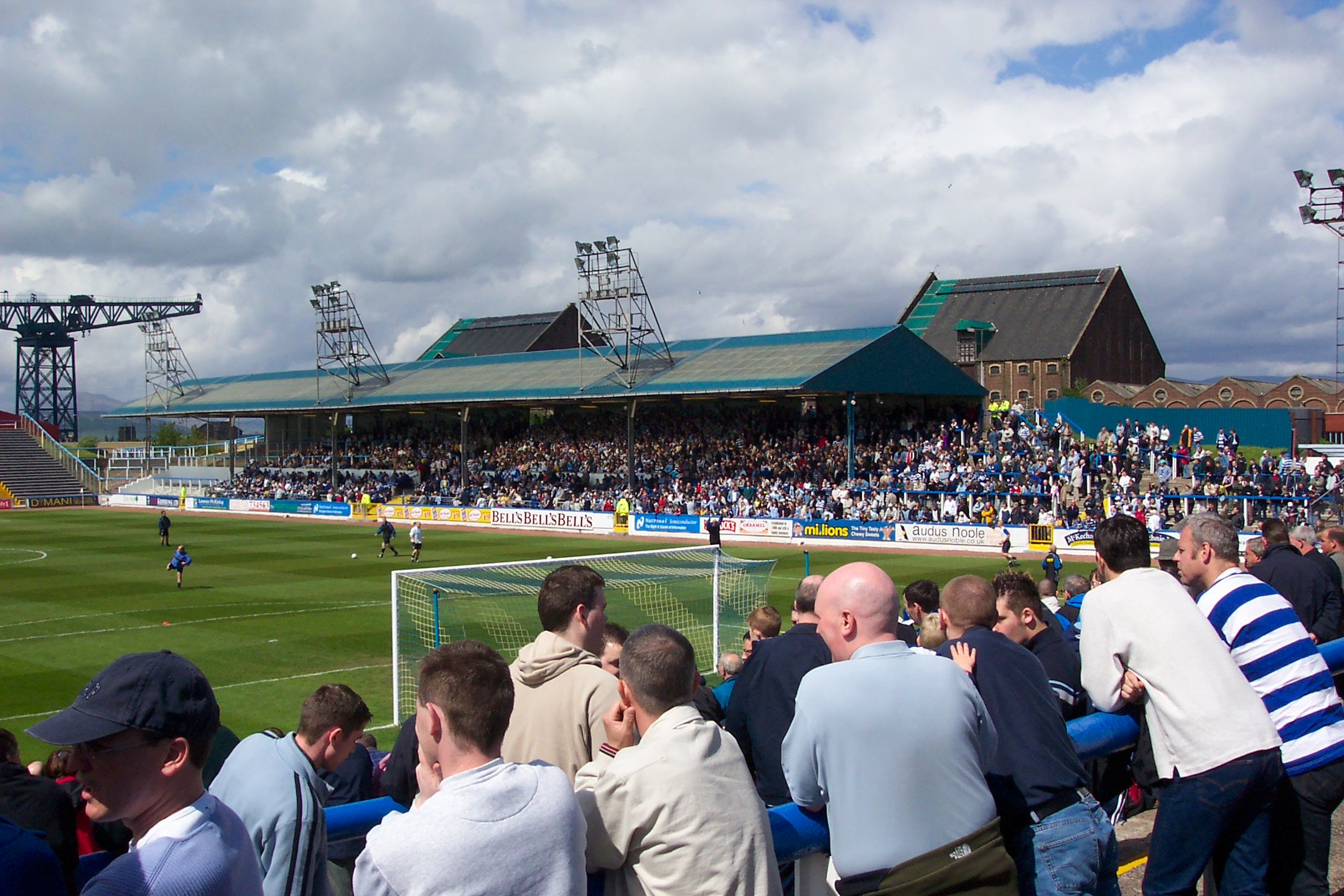
Blick in den Cappielow Park

| Verein               | Stadt       | Stadion                    | Kapazität |
| -------------------- | ----------- | -------------------------- | --------- |
| Airdrie United       | Airdrie     | Excelsior Stadium          | 10.171    |
| FC Cowdenbeath       | Cowdenbeath | Central Park               | 04.370    |
| FC Dumbarton         | Dumbarton   | Dumbarton Football Stadium | 02.020    |
| Dunfermline Athletic | Dunfermline | East End Park              | 11.780    |
| FC Falkirk           | Falkirk     | Falkirk Stadium            | 09.200    |
| Greenock Morton      | Greenock    | Cappielow Park             | 11.100    |
| Hamilton Academical  | Hamilton    | New Douglas Park           | 06.000    |
| FC Livingston        | Livingston  | Almondvale Stadium         | 10.006    |
| Partick Thistle      | Glasgow     | Firhill Stadium            | 10.887    |
| Raith Rovers         | Kirkcaldy   | Stark’s Park               | 10.104    |

## Statistiken

### Abschlusstabelle
| Pl. | Verein                     | Sp. | S  | U  | N  | Tore    | Diff. | Punkte |
| --- | -------------------------- | --- | -- | -- | -- | ------- | ----- | ------ |
| 1.  | Partick Thistle            | 36  | 23 | 9  | 4  | 076:280 | +48   | 78     |
| 2.  | Greenock Morton            | 36  | 20 | 7  | 9  | 073:470 | +26   | 67     |
| 3.  | FC Falkirk                 | 36  | 15 | 8  | 13 | 052:480 | +4    | 53     |
| 4.  | FC Livingston              | 36  | 14 | 10 | 12 | 058:560 | +2    | 52     |
| 5.  | Hamilton Academical        | 36  | 14 | 9  | 13 | 052:450 | +7    | 51     |
| 6.  | Raith Rovers               | 36  | 11 | 13 | 12 | 045:480 | −3    | 46     |
| 7.  | FC Dumbarton (N)           | 36  | 13 | 4  | 19 | 058:830 | −25   | 43     |
| 8.  | FC Cowdenbeath (N)         | 36  | 8  | 12 | 16 | 051:650 | −14   | 36     |
| 9.  | Dunfermline Athletic (A) 1 | 36  | 14 | 7  | 15 | 062:590 | +3    | 34     |
| 10. | Airdrie United (N)         | 36  | 5  | 7  | 24 | 041:890 | −48   | 22     |

Platzierungskriterien: 1. Punkte – 2. Tordifferenz – 3. geschossene Tore – 4. Direkter Vergleich (Punkte, Tordifferenz, geschossene Tore)
| Saison 2012/13 |

| Zum Saisonende 2011/12 |                                       |
| (A)                    | Absteiger aus der Premier League      |
| (N)                    | Neuaufsteiger aus der Second Division |

## Relegation
Teilnehmer an den Relegationsspielen waren Dunfermline Athletic aus der diesjährigen First Division, sowie die drei Mannschaften aus der Second Division, Forfar Athletic, Brechin City und Alloa Athletic. Die Sieger der ersten Runde spielten in der letzten Runde um einen Platz für die folgende Scottish Championship-Saison 2013/14.
Erste Runde
Die Spiele wurden am 8. und 11. Mai 2013 ausgetragen.
|                 | Gesamt |                      | Hinspiel | Rückspiel |
| --------------- | ------ | -------------------- | -------- | --------- |
| Forfar Athletic | 4:7    | Dunfermline Athletic | 3:1      | 1:6 n. V. |
| Brechin City    | 3:4    | Alloa Athletic       | 0:2      | 3:2       |

Zweite Runde
Die Spiele wurden am 15. und 19. Mai 2013 ausgetragen.
|                | Gesamt |                      | Hinspiel | Rückspiel |
| -------------- | ------ | -------------------- | -------- | --------- |
| Alloa Athletic | 3:1    | Dunfermline Athletic | 3:0      | 0:1       |

## Die Meistermannschaft von Partick Thistle
(Berücksichtigt wurden Spieler mit mindestens einem Einsatz; in Klammern sind die Einsätze und Tore angegeben)
| 1. | Partick Thistle |
|    | - Tor: Glenn Daniëls (1/0), Scott Fox (29/0), Ryan Scully (1/0), Graeme Smith (6/0) - Abwehr: Conrad Balatoni (29/6), Andy Dowie (5/1), Liam Lindsay (1/0), Jordan McMillan (3/1), Aaron Muirhead (30/4), Stephen O’Donnell (28/2), Paul Paton (24/0), Aaron Taylor-Sinclair (33/1), - Mittelfeld: Stuart Bannigan (33/3), Jonathan Black (1/0), Chris Erskine (34/10), Ross Forbes (26/3), Steven Lawless (35/13), Jordan Leyden (1/0), Hugh Murray (12/0), Paul Slane (2/0), Sean Welsh (25/2), David Wilson (1/0) - Angriff: Steven Craig (25/12), James Craigen (19/2), Kris Doolan (33/13), Christie Elliott (21/2), Mark McGuigan (12/0) - Trainer: Jackie McNamara (bis Januar 2013) / Alan Archibald (ab Februar 2013) |